# Декоа

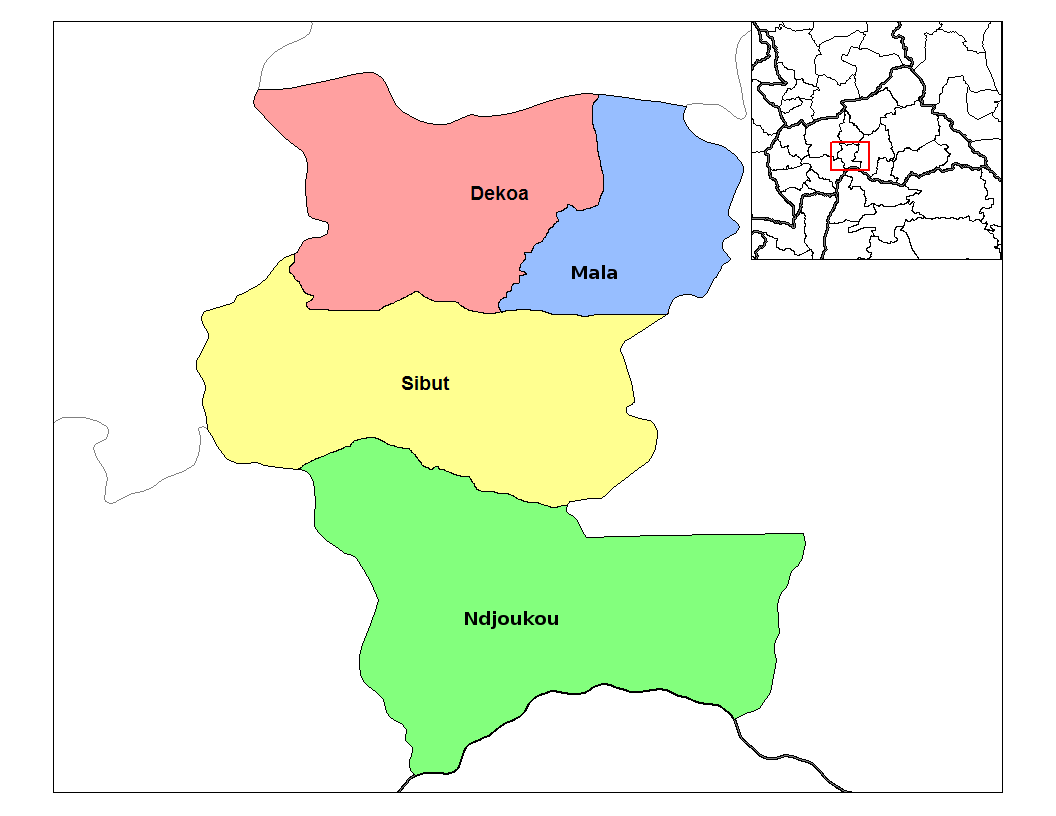
Субпрефектура Декоа на карте провинции Кемо ЦАР

Декоа (фр. Dékoa) — город и административный центр субпрефектуры в составе провинции Кемо Центральноафриканской республики.
Субпрефектура Декоа находится в северной части префектуры Кена. Город расположен в 223 км северо-восточнее столицы государства — г. Банги и в 65 км — от центра префектуры г. Сибю. По переписи 2003 года численность всего населения субпрефектуры была 28 866 человек, города — 17 390 жителей.

## История
В XIX в. известный суданский работорговец Рабих аз-Зубайр захватил город Декоа и сделал его частью империи Борну.